# 今治市立宮窪中学校
今治市立宮窪中学校（いまばりしりつ みやくぼちゅうがっこう）は、2015年3月31日まで今治市宮窪町に存在した公立中学校である。

## 沿革

### 閉校前
- 1947年(昭和22年)
  - 4月1日 --- 宮窪村立宮窪中学校として創立[1]。
  - 4月15日 -- 同校の開校式および入学式を挙行[1]。
- 1948年(昭和23年)
  - 12月4日 -- 同校の校舎を落成[1]。
- 1949年(昭和24年)
  - 3月31日 -- 宮窪村大山村共立大島東中学校として創立[1]。
- 1952年(昭和27年)
  - 8月1日 --- 宮窪町大山村共立大島東中学校と改称[注 1]。
- 1953年(昭和28年)
  - 12月7日 -- 愛媛県立大島高等学校宮窪分校が同校の敷地内に落成[1]。
- 1954年(昭和29年)
  - 3月31日 -- 同校を宮窪町立宮窪中学校と改称[1][注 2]。
  - 4月1日 --- 愛媛県立大島高等学校宮窪分校を西校舎として使用開始[1][注 3]。
  - 5月1日 --- 同校の校章を制定[1]。
- 1957年(昭和32年)
  - 3月30日 -- 同校の校旗を制定[1]。
- 1962年(昭和37年)
  - 2月15日 -- 同校の校歌を制定[1]。
- 1967年(昭和42年)
  - 12月5日 -- 創立20周年記念式典を挙行[1]。
- 1977年(昭和52年)
  - 3月31日 -- 宮窪町立四阪島中学校が閉校し、同校へ統合。
- 2005年(平成17年)
  - 1月16日 -- 同校を今治市立宮窪中学校と改称[1][注 4]。

- 2015年(平成27年)
  - 3月17日 -- 同校最後の卒業証書授与式と同校の閉校式を挙行[2][3]。
  - 3月25日 -- 同校最後の修了式を挙行[4]。

### 閉校後
- 2015年(平成27年)
  - 4月1日 --- 同校と今治市立吉海中学校が統合し、今治市立大島中学校が開校[5]。
  - 4月9日 --- 今治市立大島中学校の開校式および今治市立大島中学校の第1回入学式を挙行[5]。

### 歴代校長
| 代数 | 氏名        | 発令年月日             | 前職                                   | 後職                                       | 脚注                 |
| ---- | ----------- | ---------------------- | -------------------------------------- | ------------------------------------------ | -------------------- |
| 01   | 西部 俊一   | 1947年(昭和22年)4月1日 |                                        |                                            | [ 1 ]                |
| 02   | 村上 熊治郎 | 1960年(昭和35年)4月1日 |                                        |                                            | [ 1 ]                |
| 03   | 中川 一郎   | 1962年(昭和37年)4月1日 |                                        |                                            | [ 1 ]                |
| 04   | 馬越 唯夫   | 1965年(昭和40年)4月1日 |                                        |                                            | [ 1 ]                |
| 05   | 阿部 勝美   | 1971年(昭和46年)4月1日 |                                        |                                            | [ 1 ]                |
| 06   | 高橋 万寿男 | 1974年(昭和49年)4月1日 |                                        |                                            | [ 1 ]                |
| 07   | 小田 信一   | 1980年(昭和55年)4月1日 |                                        |                                            | [ 1 ]                |
| 08   | 藤本 吉一   | 1981年(昭和56年)4月1日 |                                        |                                            | [ 1 ]                |
| 09   | 谷若 徳郎   | 1984年(昭和59年)4月1日 |                                        |                                            | [ 1 ]                |
| 10   | 南條 勲     | 1988年(昭和63年)4月1日 |                                        |                                            | [ 1 ]                |
| 11   | 田窪 良啓   | 1990年(平成02年)4月1日 |                                        | 菊間町立菊間中学校校長                     | [ 1 ] [ 6 ]          |
| 12   | 杉浦 幸男   | 1993年(平成05年)4月1日 | 岩城村立岩城小学校教頭                 | 今治市立波止浜小学校校長                   | [ 6 ] [ 7 ]          |
| 13   | 仙波 義征   | 1996年(平成08年)4月1日 | 愛媛県教育委員会職員                   | 今治市立北郷中学校校長                     | [ 8 ] [ 9 ]          |
| 14   | 小田 芳朗   | 1998年(平成10年)4月1日 | 吉海町立吉海中学校教頭                 | 愛媛県教育委員会今治教育事務所社会教育課長 | [ 10 ] [ 9 ] [ 11 ]  |
| 15   | 八塚 哲夫   | 2002年(平成14年)4月1日 | 愛媛県教育委員会今治教育事務所指導主事 | 弓削町立弓削中学校校長                     | [ 12 ] [ 13 ]        |
| 16   | 村上 定弘   | 2006年(平成18年)4月1日 | 上浦町立上浦小学校校長                 | 今治市立伯方小学校校長                     | >                    |
| 17   | 渡邉 志朗   | 2008年(平成20年)4月1日 | 今治市立西伯方中学校校長               | 今治市立大西中学校校長                     | [ 15 ] [ 16 ]        |
| 18   | 青野 司     | 2011年(平成23年)4月1日 | 今治市立北郷中学校校長                 | 退任                                       | [ 16 ] [ 17 ]        |
| 19   | 村上 克志   | 2014年(平成26年)4月1日 | 今治市立今治南中学校教頭               | 今治市立大島中学校校長                     | [ 18 ] [ 17 ] [ 19 ] |